# Benedettine missionarie
Le benedettine missionarie, dette di Tutzing, (in latino Congregatio Sororum Benedictinarum Missionarum de Tutzing), sono un istituto religioso femminile di diritto pontificio: le suore di questa congregazione pospongono al loro nome la sigla O.S.B.

## Storia
La congregazione fu fondata a Reichenbach il 24 settembre 1885 da Joseph Georg Amrhein (1844-1893) come ramo femminile della congregazione benedettina di Sant'Ottilia. Nel 1887 la casa madre delle religiose venne stabilita a Emming e nel 1904 a Tutzing, nell'Alta Baviera.
L'istituto ottenne l'approvazione diocesana il 17 settembre 1895 e il riconoscimento di congregazione di diritto pontificio il 25 luglio 1934.

## Attività e diffusione
Le benedettine missionarie si dedicano prevalentemente all'apostolato missionario.
Sono presenti in Europa (Bulgaria, Germania, Italia, Portogallo, Spagna, Svizzera), in Africa (Angola, Kenya, Namibia, Tanzania, Uganda), nelle Americhe (Argentina, Brasile, Stati Uniti d'America) e in Asia (Cina, Corea del Sud, Filippine, India): la sede generalizia è a Roma.
Al 31 dicembre 2005, la congregazione contava 1.441 religiose in 137 case.